# ابزارهای پیمایش نشست برای برگردان نشانی شبکه
ابزارهای پیمایش نشست برای برگردان نشانی شبکه (به انگلیسی: Session Traversal Utilities for NAT؛ به‌طور مخفف STUN) یک مجموعه استاندارد از روش‌ها شامل یک پروتکل شبکه، برای عبور از دروازه‌های مترجم آدرس شبکه(NAT) در برنامه‌های صوتی، ویدئویی، پیام رسانی و سایر ارتباطات تعاملی است.
STUN ابزاری است که توسط پروتکل‌های دیگر مانند ایجاد ارتباط متقابل (ICE)، پروتکل شروع جلسه (SIP) و WebRTC استفاده می‌شود. این ابزاری را برای میزبانان فراهم می‌کند تا حضور NAT، آدرس پروتکل اینترنت (IP) و شماره درگاهی را که معمولاً عمومی است و همچنین نگاشت شده که NAT برای پروتکل کاربر دادهٔ برنامه (UDP) اختصاص داده‌است که به سمت میزبان حرکت می‌کند، کشف کند. این پروتکل نیازمند کمک از سوی یک سرور شبکه شخص ثالث (سرور STUN) که واقع در طرف مخالف (عمومی) NAT قرار دارد که این معمولاً اینترنت عمومی می‌باشد.
در اصل، STUN مخفف پیمایش ساده پروتکل دیتاگرام کاربر (UDP) از راه مترجمان آدرس شبکه (انگلیسی: Simple Traversal of User Datagram Protocol (UDP) through Network Address Translators) می‌بود، اما این عنوان در توضیحات مجموعه به روز شده‌ای از روش‌ها که به صورتRFC 5389 انتشار یافت تغییر کرد ولی همان مخفف را حفظ کرده‌است.

## طرح
STUN ابزاری برای پروتکل‌های ارتباطی به منظور شناسایی و پیمایش مترجمان آدرس شبکه است که در مسیر بین دو نقطه انتهایی ارتباط، قرار دارند. این به عنوان یک پروتکل سرویس گیرنده-سرور سبک پیاده‌سازی شده که فقط به اجزای پاسخ و پرس و جو ساده با یک سرور شخص ثالث واقع در شبکه مشترک و به راحتی قابل دسترس که به‌طور معمول اینترنت است، نیاز دارد. سمت مشتری در برنامه ارتباطات کاربر مانند تلفن صدا روی پروتکل اینترنت (VoIP) یا سرویس گیرنده پیام فوری پیاده‌سازی می‌شود.

## الگوریتم اصلی توصیف NAT

الگوریتم اصلی توصیف NAT از RFC 3489